# اجاق گاز

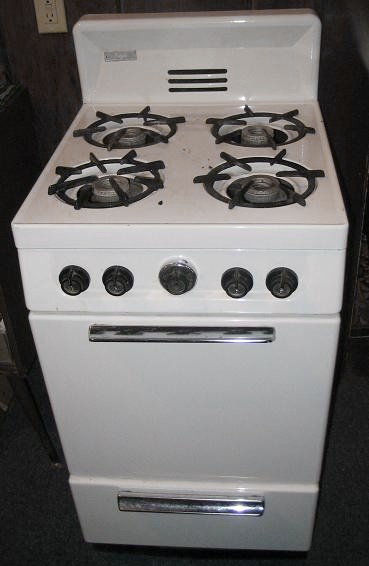
اجاق گاز

اجاق گاز یا دیگدان گاز وسیله‌ای برای آشپزی است که از گاز قابل اشتعالی مانند گاز طبیعی، پروپان یا بوتان به عنوان سوخت استفاده می‌کند. با آن که استفاده از اجاق گاز قدمت زیادی ندارد، ولی امروزه اجاق گاز یکی از ضروری‌ترین وسایل منازل است و زندگی بدون آن، به ویژه در شهرهای بزرگ با دشواری همراه است. اجاق گاز هم چنین یکی از رئوس اصلی مثلث کار در آشپزخانه را تشکیل می‌دهد.
اولین سازنده اجاق گاز در ایران بر می‌گردد به سال ۱۳۳۰ توسط کارخانه تجهیزات آشپزخانه صنعتی به نام بی ام گاز در شرق تهران محدوده خیابان پیروزی به دست آقای جعفر بزرگی موسس این کارخانه و با استقبال خوبی مواجه شد و نمونه کار های خوب آنها را می توان در آشپزخانه های معروفی مانند حرم امام خمینی و حرم امام رضا مشاهده کرد 

## تاریخچه
اجاق‌های گاز از اوایل سده نوزدهم میلادی تولید شدند و بس از مدتی به تولید صنعتی و انبوه رسیدند.

## ریشه‌شناسی
واژه اجاق از زبان ترکی وارد زبان فارسی شده‌است. برابر فارسی این واژه دیگدان به معنای جای قرار دادن دیگ است که از فارسی میانه آمده‌است. واژه دیگدان به جای اجاق همچنان در فارسی افغانستان استفاده می‌شود.

## اجزای اجاق گاز
به‌طور معمول، یک اجاق گاز فر دار امروزی، از این اجزاء تشکیل شده‌است. بدنه، عایق، چند راهه‌ها، شیرها، نازل‌ها، محفظه یا لوله‌های رابط، مشعل‌ها، شمعک (پیلوت)، ترموکوپل، فندک، ترموستات، درجه تنظیم حرارت، ساعت زنگ‌دار و جوجه گردان

## انواع اجاق گاز
اجاق گاز به سه دسته اجاق گاز رومیزی، اجاق گاز توکار یا صفحه‌ای و اجاق گاز مبله تقسیم می‌شود. در اجاق گاز صفحه‌ای، گاز و فر از هم جدا بوده و هر کدام باید جداگانه خریداری شوند، از اینرو تنوع بیشتری در انتخاب اجاق گاز و فر خواهیم داشت و نکته مثبت دیگر این که اجاق گاز توکار فضای کمتری را نسبت به اجاق گاز مبله اشغال می‌کند. اجاق گاز رومیزی ارزان‌ترین نوع اجاق گاز است؛ و بیشتر مناسب آشپزخانه‌هایی با پخت و پز کم یا شرکت‌ها می‌باشد.
لازم به ذکر است که برخی از مردم اجاق گاز را جدا و فر را هم جدا تهیه میکنند.
فر ها به سه مدل برقی، گازی، گازی برقی تقسیم می‌شود.

## کارکرد
گاز توسط شلنگ به اجاق متصل می‌شود. این گاز ابتدا به چند راهه می‌رسد که شیرها بر روی آن نصب شده‌اند. در صورت بازبودن شیر، گاز پس از عبور از شیر به نازل رسیده و به داخل لوله‌های رابط تزریق می‌شود. از آنجا که نازل اندکی با لوله رابط فاصله دارد، هوا نیز همراه با گاز به داخل لوله‌های رابط کشیده می‌شود. مخلوط هوا و گاز در مشعل و در مجاورت شعله پیلوت، محترق می‌شوند.

## بهداشت
اجاق‌های گاز، دردسرهای ناشی از ساعت‌ها آشپزی در مقابل آتش و دود در روش‌های قدیمی‌تر را کم نموده‌اند. با این وجود، برخی محققان بر این اعتقادند که آشپزی با اجاق گاز، بخارات و سموم سرطان‌زای بیشتری را تولید می‌کند و خطر ابتلا به برخی از انواع سرطان را افزایش می‌دهد.